# گرانتسویل (مریلند)
گرانتسویل (به انگلیسی: Grantsville) شهری در ایالت مریلند کشور ایالات متحده آمریکا است که جمعیت آن در سرشماری سال ۲۰۱۰ میلادی، ۷۶۶ نفر بوده‌است.